# Constantin
Constantin (lat. constans = constant) este un prenume masculin. Mai jos sunt enumerate persoane care poartă acest prenume.

## Împărați romani/bizantini
- Constantin cel Mare (306–337)
- Constantin al II-lea
- Constantin al III-lea (împărat)
- Constantin al IV-lea
- Constantin al V-lea
- Constantin al VI-lea
- Constantin al VII-lea Porfirogenet
- Constantin al VIII-lea Porfirogenet
- Constantin al IX-lea Monomahul
- Constantin al X-lea Ducas
- Constantin al XI-lea Paleologul

## Regalitate
- Constantin I al Greciei
- Constantin al II-lea al Greciei
- Constantin Mavrocordat
- Constantin Romanov (dezambiguizare)

## Alte personalități
- Papa Constantin

## Academicieni
- Constantin Erbiceanu (n. 1838 - d. 1913)
- Constantin Gogu (n. 1854 - d. 1897)
- Constantin Ionete (n. 1922)
- Constantin Karadja (n. 1889 - d. 1950)
- Constantin Macarovici (n. 1902 - d. 1984)
- Constantin Manolache (n. 1906 - d. 1977)
- Constantin Marinescu (n. 1891 - d. 1982)
- Constantin Meissner (n. 1854 - d. 1942)

## Generali
- Constantin Budișteanu (n. 1838; d. 1911)
- Constantin Celăreanu (n. 1890; d. 1989)
- Constantin Constantin (general) (1889; d. 1948)
- Constantin Petrovicescu (n. 1883; d. 1949)
- Constantin Eftimiu (n. 1893; d. 1950)
- Constantin Panaitiu (n. 1888; d. 1958)
- Constantin Trestioreanu (n. 1891; d. 1983)

## Statistici
În anul 2013, în Moldova 490.646 bărbați purtau numele de Constantin, 52.582 de femei se numeau Constanța și 26.209 – Constantina.
În ce privește diminutivele lui Constantin, 79.871 se numeau Costel, 32.728 - Costică, 20.308 - Costin, 10.534 - Costinel, 656 - Costi și 325 - Costeluș.